# Vranja
 Vranja  (olaszul: Aurania) falu Horvátországban, Isztria megyében. Közigazgatásilag települések Lupoglavhoz tartozik.

## Fekvése
Az Isztriai-félsziget északkeleti részén, Buzettól 18 km-re, községközpontjától 5 km-re délkeletre, az Učka-hegység alatt, az Učka-alagút nyugati kijáratánál fekszik.

## Története
Vranja eredetileg egy vár volt, melyet három oldalról a Vranjska dragába ömlő záporpatak által körülvett keskeny sziklára építettek. A vár építését a 10. – 11. századra teszik, de lehet hogy már előbb is létezett. Első írásos említése 1102-ben „castrum Vrane” alakban történt. A 15. századig többször is építettek rajta, a török ellen pedig különösen megerősítették. A 16. századtól a pazini grófság váraként fontos szerepet játszott az uszkók háborúban. A vártól északra a 15. században épült fel Szent Péter és Pál apostolok tiszteletére szentelt plébániatemplom. A mai Vranja falu tőle nyugatra az 1785-ben épített, „Isztriai Jozefinának” nevezett, az Isztriát átszelő út mellett települt. 1857-ben 260, 1910-ben 322 lakosa volt. 2011-ben 99 lakosa volt.

## Lakosság
| Lakosság változása | Lakosság változása | Lakosság változása | Lakosság változása | Lakosság változása | Lakosság változása | Lakosság változása | Lakosság változása | Lakosság változása | Lakosság változása | Lakosság változása | Lakosság változása | Lakosság változása | Lakosság változása | Lakosság változása | Lakosság változása |
| ------------------ | ------------------ | ------------------ | ------------------ | ------------------ | ------------------ | ------------------ | ------------------ | ------------------ | ------------------ | ------------------ | ------------------ | ------------------ | ------------------ | ------------------ | ------------------ |
| 1857               | 1869               | 1880               | 1890               | 1900               | 1910               | 1921               | 1931               | 1948               | 1953               | 1961               | 1971               | 1981               | 1991               | 2001               | 2011               |
| 260                | 269                | 267                | 300                | 316                | 322                | 337                | 322                | 214                | 412                | 230                | 148                | 128                | 112                | 86                 | 99                 |

## Nevezetességei
Szent Péter és Pál apostolok tiszteletére szentelt plébániatemploma a 15. században épült. Fennmaradt késő gótikus falfestményeit isztriai mester készítette 1470 körül. A templomot 1697-ben hosszabbították, majd 1832-ben mellékkápolnával bővítették. A második világháború során súlyosan megsérült, 1997-ben alapjaiban megújították. 22 méter magas harangtornya 1900-ban épült. A templomot temető övezi.